# Juleø-fregatfugl
Juleø-fregatfugl (Fregata andrewsi) er en af de fem arter af fregatfugle. Denne art lever kun på Christmas Island i det Indiske Ocean.